# Бызов, Александр Петрович
Александр Петрович Бызов (род. 29 апреля 1974) — советский, российский и казахстанский хоккеист. Тренер.

## Карьера
Воспитанник тагильской школы хоккея. В высшем дивизионе российского сезона провёл лишь 3 игры. Основную часть карьеры провёл в высшей лиге. За 14 сезонов провёл 292 игры. Также провёл 35 игр в первой лиге и 35 игр в чемпионате Казахстана.
В 2007 году на чемпионате мира (дивизион А) выступал за сборную Казахстана; сборная Казахстана завоевала бронзовые награды. После окончания игровой карьеры стал тренером. С 2008 года тренировал вратарей в родном клубе.